# Rhytida clarki
Rhytida clarki é uma espécie de gastrópode da família Rhytididae.
É endémica da Nova Zelândia.